# Karen Lykkehus
Karen Emilie Lykkehus (* 22. Oktober 1904 in Kopenhagen; † 25. Oktober 1992 ebenda) war eine dänische Schauspielerin.

## Leben

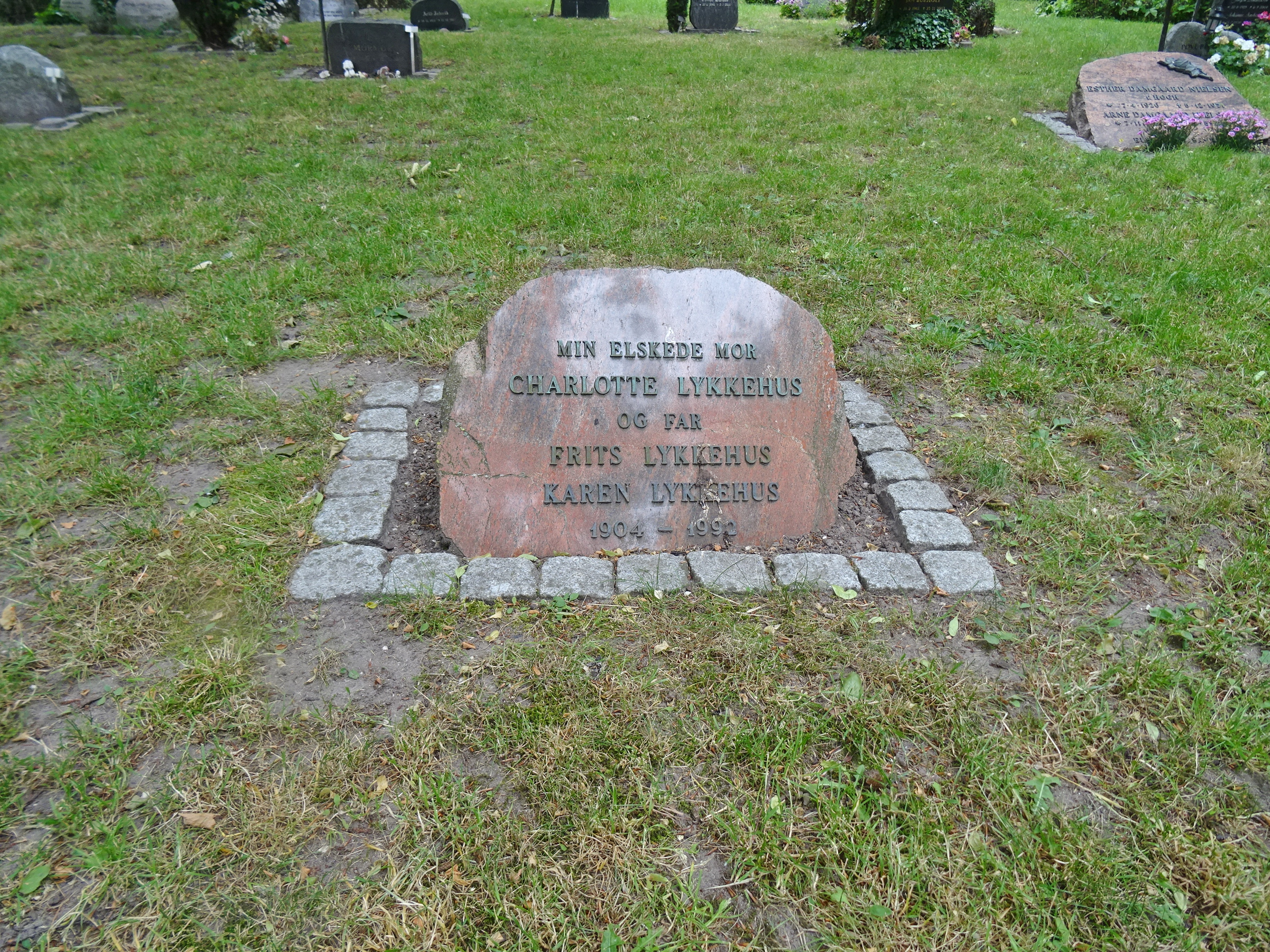
Grab von Karen Lykkehus im Holmens Kirkegård in Østerbro, Kopenhagen.

Karen Lykkehus wuchs als Tochter des Schuhmachers Frits Lykkehus (1873–1964) und der Putzfrau Charlotte Petersen (1881–1960) in Kopenhagen auf, wo sie zeitlebens wohnte.
Nach ihrem Schulabschluss absolvierte sie von 1920 bis 1923 ihre Schauspielausbildung an der Eleveskole des Königlichen Theaters Kopenhagen, wo sie am 17. Januar 1923 auch ihr Bühnendebüt als Darstellerin hatte. Als Bühnendarstellerin wirkte sie in zahlreichen Theaterstücken, Musicals, Operetten, Ballett-Aufführungen und in Varieté-Shows mit, so unter anderem auch am Folketeatret, am Odense Teater, am Aarhus Teater, am Dagmarteatret, am Det Ny-Theater, am Betty-Nansen-Theater oder am Theater Helsingør. In den 1950er-Jahren gehörte sie auch einige Zeit lang zum Schauspielerensemble des Kopenhagener Vergnügungsparks Tivoli. Neben vielen Engagements an namhaften Theaterhäusern spielte sie auch an verschiedenen Kleinkunstbühnen oder an Provinztheatern. In ihrer rund sechs Jahrzehnte lang andauernden Karriere wirkte sie als Schauspielerin vor der Kamera von 1933 bis 1983 in über 60 Film-und-Fernsehproduktionen mit. Im Jahr 1981 wurde sie mit dem Bodil als Beste Hauptdarstellerin ausgezeichnet. Im Jahr 1984 zog sie sich aufgrund einer Erkrankung aus dem Rampenlicht zurück.
Karen Lykkehus heiratete am 24. Mai 1928 den aus Frederiksberg stammenden Großhändler Carl Christian Henningsen (1897–19??). Die Ehe blieb kinderlos und wurde im Jahr 1944 wieder geschieden. Lykkehus starb am 25. Oktober 1992 im Alter von 88 Jahren. Ihre Grabstätte befindet sich auf dem Holmens-Kirkegard.

## Filmografie (Auswahl)
- 1933: De blaa drenge
- 1936: Panserbasse
- 1940: Jeg har elsket og levet
- 1942: Søren Søndervold
- 1946: Ditte – ein Menschenkind
- 1948: Drei Jahre später
- 1955: Die Verblendeten
- 1955: Heute und alle Tage
- 1958: Das kleine Hotel
- 1959: Pao aus dem Dschungel
- 1962: Familienalbum
- 1965: Biedermann und die Brandstifter
- 1971: Helle for Lykke
- 1973: Dr. Knock
- 1975: Oh, diese Mieter! (Fernsehserie, 1 Folge)
- 1975: Familie Gyldenkal
- 1975: Anne und Paul
- 1977: Pas pa ryggen, Professor!
- 1979: Ein Haus in der Provinz (Fernsehserie, 1 Folge)
- 1980: Nächster Stop – Paradies!
- 1983: Kurt und Valde